# Brasura caterva
Brasura caterva är en insektsart som beskrevs av Nielson 1991. Brasura caterva ingår i släktet Brasura och familjen dvärgstritar. Inga underarter finns listade i Catalogue of Life.